# アンドレア・グリミネッリ
アンドレア・グルミネッリ（Andrea Griminelli, 1959年 - ）は、イタリアのフルート奏者。
レッジョ・エミリア県のコッレッジョ出身。10歳でフルートを始め、パリ音楽院でジャン＝ピエール・ランパルに師事。ジェームズ・ゴールウェイからも学ぶ。パリ音楽院在学中に、イタリアのストレーザとアレッサンドリアの国際コンクールで最上位を制覇し、注目を集める。
1983年、パリ賞ソロ部門を受賞したのを契機に、1984年、25歳の時にルチアーノ・パヴァロッティに見いだされ、ニューヨークマディソン・スクエア・ガーデンのコンサートに同行して共演するとともに、CDでも共演した。1984年にもパリ賞室内楽部門を受賞。
さらに、ロンドンのハイドパーク、ニューヨークのセントラル・パークをはじめ、パリのエッフェル塔やモスクワ「赤の広場」など音楽が盛んな欧米の大都市名所でのコンサートに同行し、パヴァロッティの名声の広がりとともに、その名を知られるようになる。2008年10月12日にヨルダンのペトラのエル・カズネで催された、パヴァロッティ追悼コンサートThe Tribute to Pavarottiにも出演している。
ソリストとしては、ジョルジュ・プレートル、カルロ・マリア・ジュリーニなど多くの世界的な指揮者と共演した。スカラ座やカーネギーホールなど、世界の著名劇場、ホールでコンサートに取り組む。エンニオ・モリコーネや三枝成章の楽曲で、オーケストラとの共演を果たしている。
さらに1996年のセントラルパークのナウムバーグ野外音楽場の野外コンサートでは、ブランフォード・マルサリス、ケニー・カークランドらと共演。他に、エルトン・ジョン、 ジェームス・テイラー、スティングらと同じステージに立ち、マレーシアのトップボーカリストであるニン・バイズーラのＣＤのレコーディングに参加するなど、クラシックの範疇にとどまらない大物アーティストとのコラボレーションによって音楽の世界を広げてきた。
1991年イタリア共和国大統領より騎士の称号を与えられる。
日本での演奏は、2002年に開催されたヴァンジ彫刻庭園美術館開会式レセプションが初めてとされている。
2003年にもイタリア政府から功労者として勲章を授与された。
2005年の愛知万博でのコンサートに出演し、後に、東京、扶桑町、安城、三島、札幌をめぐったのをはじめとして、 日本にもたびたび来日している。